# Rellsbach

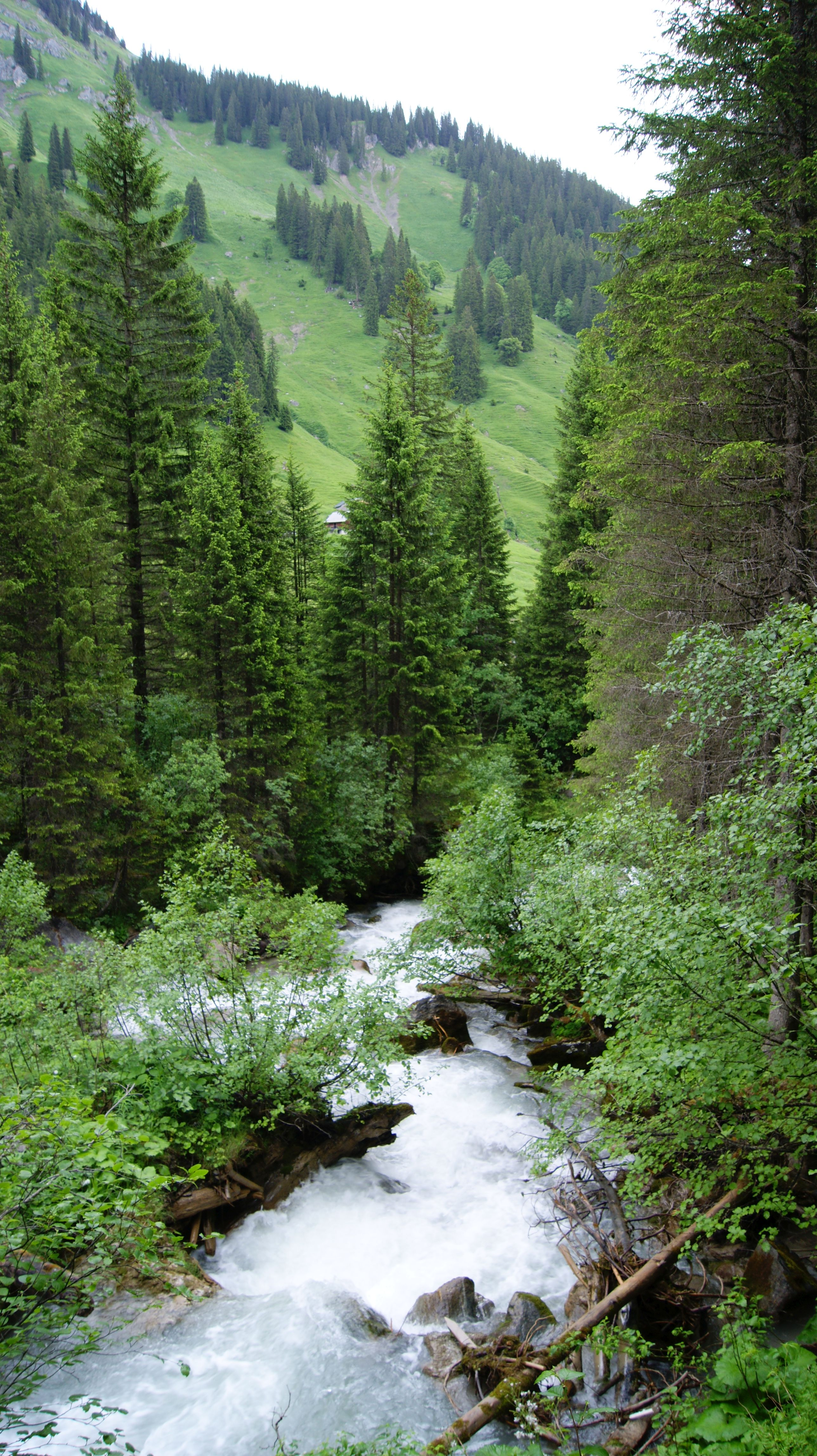
Rellsbach bei der Voralpe Ruggel

Der Rellsbach ist ein weitgehend von West nach Ost ausgerichtetes Fließgewässer, der das Rellstal durchfließt und überwiegend nur das Gemeindegebiet von Vandans quert und bei Gewässerkilometer 36,41 (der Ill) im Gemeindegebiet von Bartholomäberg in die Ill mündet. Im Siedlungsgebiet der Gemeinde Vandans fließt der Rellsbach etwa 1,5 km.

## Geographie

### Verlauf
Der Bachlauf beginnt am Zusammenfluss des Zaluandabachs und des linksseitigen Lünbach (Vilifaubach) bei Gewässerkilometer 6,55 (GwKm) (1457 m ü. A.) in der Nähe der Rellser Mariahilfkapelle; seine Gewässerkilometrierung setzt die des bedeutenderen rechten Oberlaufes Zaluandabach fort, der hier von Süden kommt. Der Zaluandabach entspringt bei GwKm 12,54 in der Nähe des Schweizertores (auf Vandanser Gemeindegebiet) in etwa 2193 m ü. A.
Im Juni 1910 wurde der Ort Vandans von einem verheerenden Jahrhunderthochwasser heimgesucht und durch das Toben des Auenlatschbaches und des Rellsbaches so sehr in Mitleidenschaft gezogen, dass die fruchtbaren Talböden eingeschottert und für die Landwirtschaft unbrauchbar wurden.
Der Rellsbach ist weitgehend nicht durch Dämme eingefasst, es befinden sich jedoch sehr viele Geschiebesperren entlang seines Laufes. Der direkte Zugang ist meist nur erschwert möglich, da der Rellsbach durch ein steiles Tobel fließt. Die Rellstalstraße verläuft mit vielen Kehren etwa ab GwKm 1,40 über etwa 5 km bis zum Zusammenfluss bei der Rellstalkapelle (GwKm 6,55, 1462 m ü. A.) relativ parallel zum Rellsbach, jedoch auf stark unterschiedlichem Höheniveau, wodurch der Rellsbach gut eingesehen werden kann. Im Bereich des Siedlungsgebiets der Gemeinde Vandans wurde der Rellsbach begradigt.

### Zuflüsse
Bedeutende Zuflüsse des Rellsbachs sind (vom Ursprung gesehen) bis zur Mündung in die Ill bei der Gemeinde Bartholomäberg bei Flusskilometer 36,41 (Ill):
- bei GwKm 5,59 der Sacktobelbach (l);
- bei GwKm 5,48 der Kessitobelbach (l);
- bei GwKm 5,42 der Mosttobelbach (l);
- bei GwKm 5,38 der Kogatobelbach (l);
- bei GwKm 5,12 der Brantawittobelbach (r);
- bei GwKm 4,74 der als Schlittkuchatobel bezeichnete Bach (l);
- bei GwKm 4,47 der Tüftobelbach (r);
- bei GwKm 4,31 ein Bach ohne Namen (r);
- bei GwKm 4,11 der Marktobelbach (l);
- bei GwKm 3,78 der Gafaduratobelbach (r);
- bei GwKm 3,64 der als Langa Zug bezeichnete Bach (l);
- bei GwKm 3,37 der Golmerbach (r);
- bei GwKm 3,12 der Brunnentobelbach (r);
- bei GwKm 3,09 der Grubsertobelbach (r);
- bei GwKm 2,75 der als Inneres Ganttobel bezeichnete Bach (l);
- bei GwKm 2,65 der als Äußeres Ganttobel bezeichnete Bach (l);
- bei GwKm 2,32 der als Ganttobel bezeichnete Bach (l);
- bei GwKm 2,25 der als Banellatobel bezeichnete Bach (r);
- bei GwKm 2,10 der als Garsillatobel bezeichnete Bach (r);
- bei GwKm 0,56 der Sponagraben (r);
- bei GwKm 0,27 fließt als letzter Zufluss der Aualatschbach von rechts in den Rellsbach. Es sind noch einige weitere, kleinere Zuflüsse bekannt.

## Wirtschaftliche Nutzung

### Staubecken
Der untere Teil des Rellsbachs wird seit Jahrzehnten von den Vorarlberger Illwerken (seit 2019 illwerke vkw) wirtschaftlich für das Staubecken Latschau (992 m ü. A.) genutzt und ein Teil des Wassers in der auf 1037,5 m Höhe liegenden Wasserfassung abgeleitet.

### Kraftwerkneubaues
Durch den Kraftwerkneubau im Rellstal (Rellswerk) wird das bestehende Ökosystem verändert. Die bisher dem oberen Teil des Rellsbachs zur Verfügung stehenden 22,9 Millionen m3 Wasser/Jahr werden auf eine Dotierwasserabgabe von 72 l/s reduziert. Somit auf etwa 5,9 Mio. m3 Wasser/Jahr, welche im Rellsbach als Dotierwasser bzw. als Überlauf verbleiben. „Für die bestehende Rellsbachfassung (unterer Teil des Rellsbaches) bedeutet dies, dass anstatt derzeit 27,5 Millionen m3/Jahr nur mehr 10,5 Mio. m3/Jahr (rund 38 %) eingezogen werden können.“ Durch die umfangreiche Ableitung des Wassers bereits im oberen Rellsbach kann daher auch die bisherige Bewirtschaftung des unteren Teil des Rellsbaches für das Staubecken Latschau nicht mehr im bisherigen Ausmaß beibehalten werden.